# Brygida Bernadotte
Brygida Bernadotte (szw. Birgitta Ingeborg Alice; ur. 19 stycznia 1937 w Solnie, zm. 4 grudnia 2024 w Santa Ponça) – księżniczka szwedzka, księżna Hohenzollern-Sigmaringen, druga córka Gustawa Adolfa, syna Gustawa VI Adolfa, oraz jego żony, Sybilli Koburg. Byłą siostrą króla Szwecji, Karola XVI Gustawa, oraz kuzynką królowej Danii, Małgorzaty II.

## Życiorys

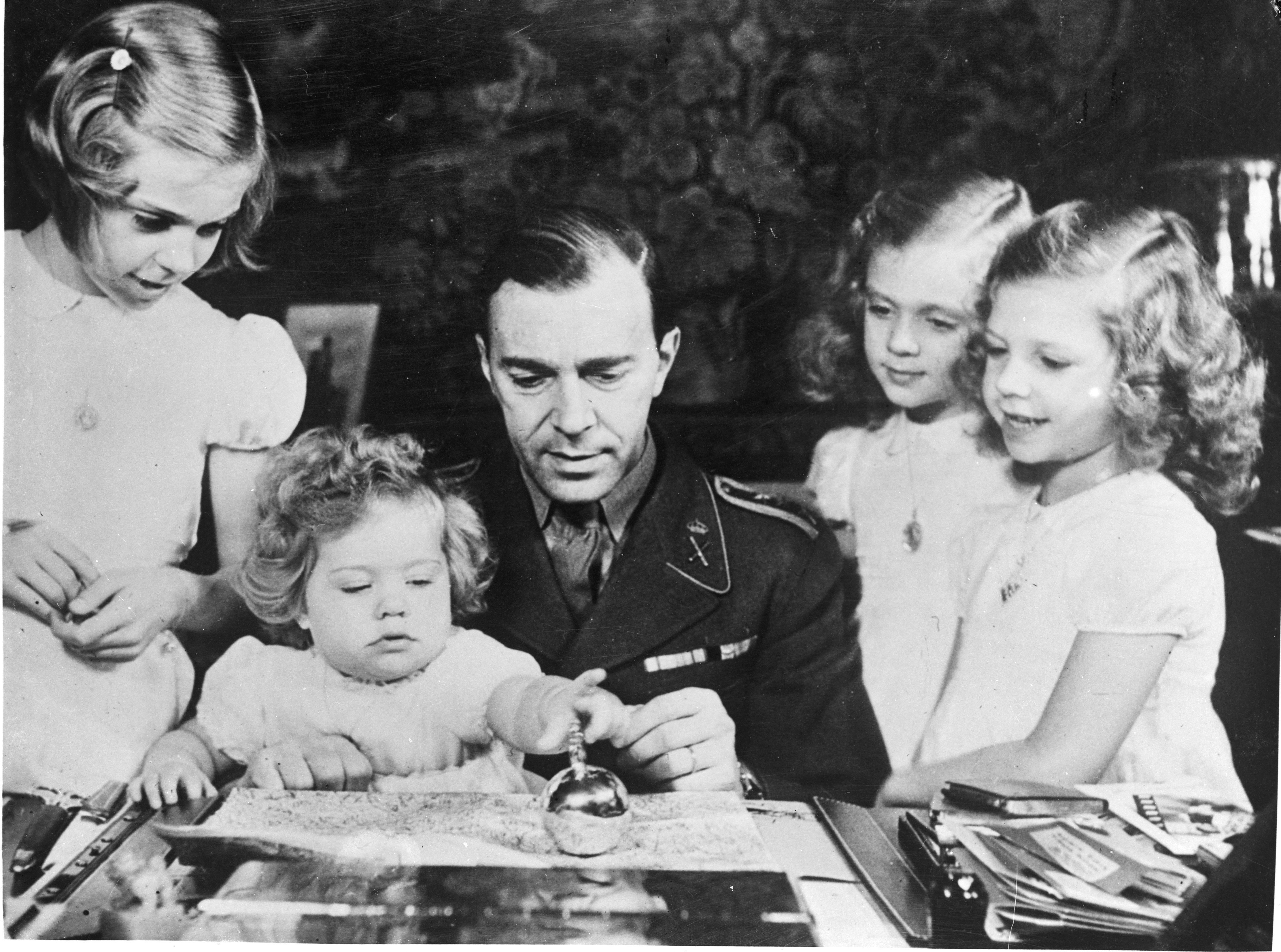
Brygida z ojcem i siostrami (1945)

Urodziła się 19 stycznia 1937 roku w pałacu Haga w Solnie jako drugie dziecko syna króla Gustawa VI Adolfa, Gustawa Adolfa, oraz jego żony, Sybilli Koburg. Ze względu na swoją płeć, podobnie jak starsza siostra, nie została uwzględniona w linii sukcesji do szwedzkiego tronu.
Otrzymała imiona Brygida Ingeborga Alicja (szw. Birgitta Ingeborg Alice). Imię Brygida nosiła patronka Szwecji, założycielka zakonu brygidek, św. Brygida Szwedzka. Za tym, że to właśnie po niej dziewczynka dostała swoje imię, przemawia fakt, że matka świętej nosiła to samo imię, jakie księżniczka otrzymała na drugie imię – Ingeborga (szw. Ingeborg). Możliwe jest również to, że imię Ingeborga dziewczynka otrzymała po Ingebordze, żonie Karola Bernadotte’a. Ostatnie imię – Alicja – było natomiast jednym z imion, które księżniczka otrzymała po swojej matce, Sybilli Koburg.

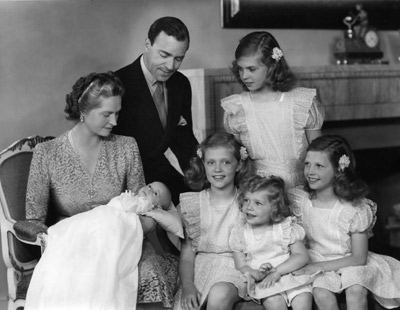
Brygida z rodzicami i rodzeństwem (1946)

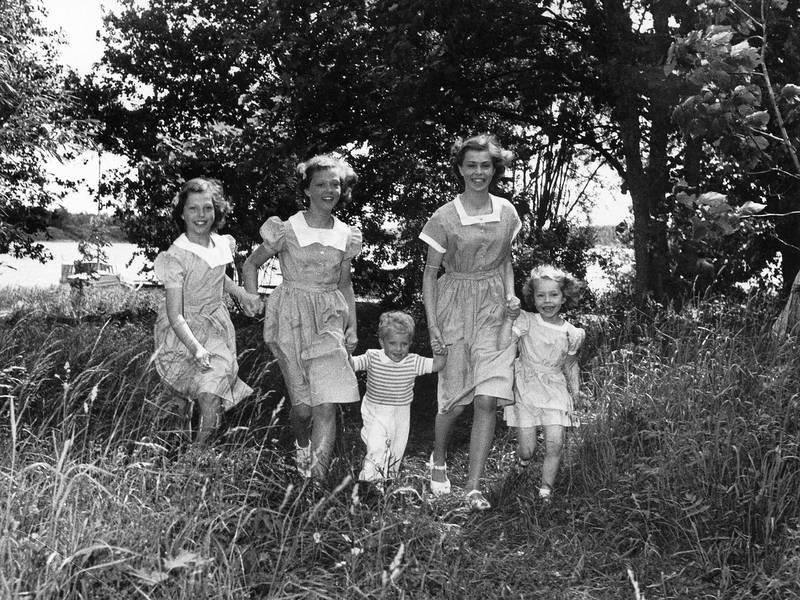
Brygida z rodzeństwem (1948)

Miała czworo rodzeństwa – Małgorzatę (ur. 31 października 1934), Dezyderię (ur. 2 czerwca 1938), Krystynę (ur. 3 sierpnia 1943) i króla Szwecji, Karola XVI Gustawa (ur. 30 kwietnia 1946). Poprzez swoich pradziadków była również kuzynką królowej Danii, Małgorzaty II. Brygida i jej siostry – ze względu na to, że mieszkały w pałacu Haga – nazywane były Hagasessorna (ang. The Haga Princesses).

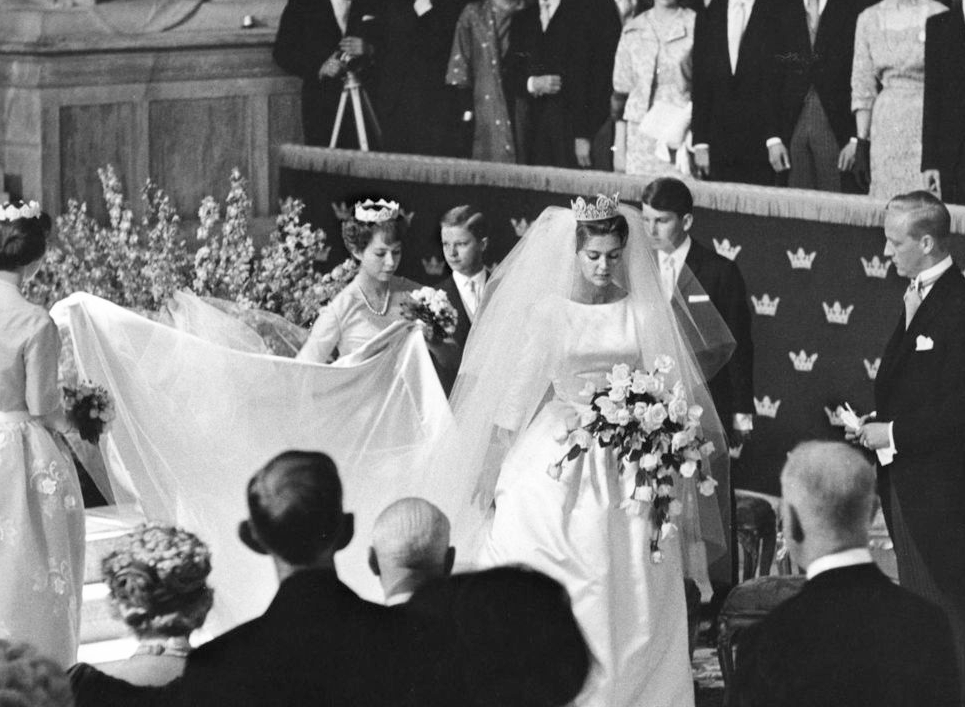
Brygida w dniu ślubu cywilnego (1961)

W 1959 roku, w czasie jednego z cocktail party w Niemczech, poznała Johanna Georga, księcia Hohenzollern-Sigmaringen. 15 grudnia następnego roku ogłoszono zaręczyny pary. Cywilna ceremonia zaślubin miała miejsce 25 maja 1961 roku w Pałacu Królewskim w Sztokholmie. Na tę okazję księżniczka postanowiła założyć tiarę Cameo – najpopularniejszą szwedzką tiarę, noszoną tradycyjnie przez panny młode związane ze szwedzką rodziną królewską. Ceremonia kościelna zaślubin miała miejsce w kościele św. Jana w miejscowości rodzinnej pana młodego, Sigmaringen. Tym samym Brygida jako pierwsza z rodzeństwa wzięła ślub. Ponieważ wyszła za mąż za księcia, jako jedyna spośród sióstr zachowała predykat Jej Królewskiej Wysokości.

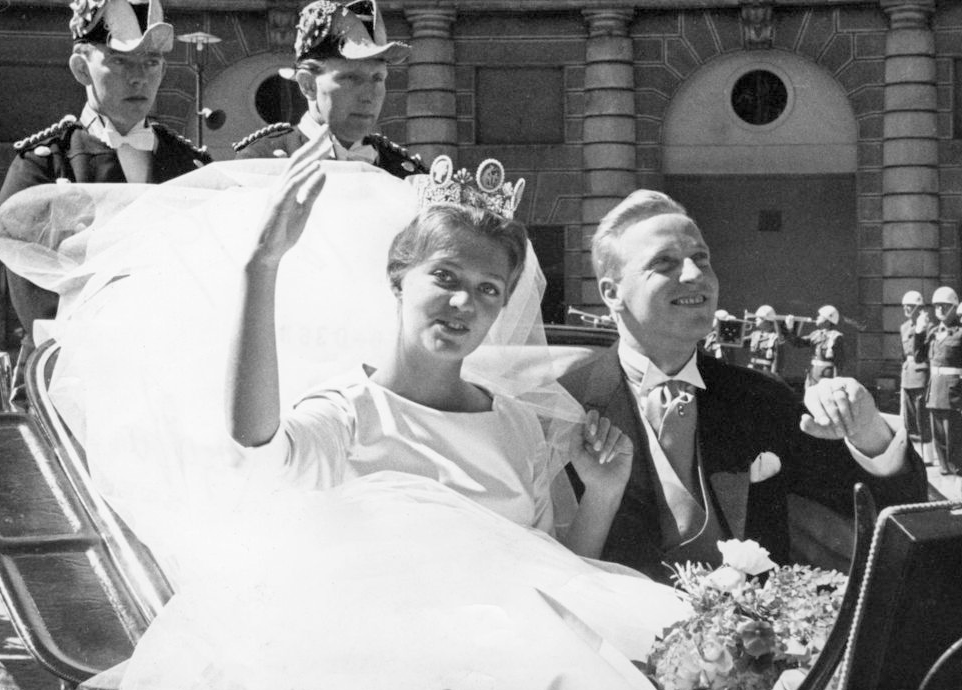
Brygida z mężem w dniu ślubu cywilnego (1961)

Wraz z mężem doczekała się trojga dzieci:
- Carl Christian Hohenzollern (ur. 1962);
- Désirée Hohenzollern (ur. 1963);
- Hubertus Hohenzollern (ur. 1966).

W 1979 roku została matką chrzestną swojego bratanka, syna króla Szwecji, Karola XVI Gustawa, Karola Filipa.
Para rozstała się w 1990 roku, ale nie wniosła o rozwód, pozostając w związku małżeńskim. Książę Johann Georg mieszkał w Monachium, natomiast księżniczka Brygida na Majorce. Pomimo faktycznego rozpadu małżeństwa, para widywana była razem na różnych uroczystościach rodzinnych, między innymi na ślubie księżniczki koronnej, Wiktorii, i Daniela Westlinga w 2010 roku. Mąż księżniczki Brygidy zmarł w Monachium 2 marca 2016 roku.
W początkowym okresie pandemii COVID-19 mieszkała razem ze swoim bratem i bratową w Szwecji, w pałacu Stenhammar. W tym czasie w wywiadzie dla Expressen księżniczka stwierdziła: „To, czego najbardziej nie mogę się doczekać, to powrót na Majorkę. Do mojego domu, bycie bezdomnym nie jest dobre. Niepewność jest straszna”. Na początku 2021 roku udzieliła wywiadu dla innego szwedzkiego magazynu – Svensk Damtidning, w którym potwierdziła, że powróciła na Majorkę.
Zmarła 4 grudnia 2024 w swoim domu w Santa Ponça, na Majorce. Została pochowana na cmentarzu królewskim (Kungliga begravningsplatsen) w Solnie.

## Tytulatura
19 stycznia 1937 – 25 maja 1961: Jej Królewska Wysokość księżniczka Brygida
od 25 maja 1961: Jej Królewska Wysokość księżniczka Brygida, księżna Hohenzollern-Sigmaringen

## Odznaczenia
- Order Królewski Serafinów – 1952

## Genealogia
| Prapradziadkowie                                     | król Szwecji i Norwegii Oskar II Bernadotte (1829–1907) ∞ 1857 Zofia Wilhelmina Nassau (1836–1913) | Wielki Książę Badenii Fryderyk I Badeński (1826–1907) ∞ 1856 Ludwika Maria Hohenzollern (1838–1923) | Fryderyk Karol Hohenzollern (1828–1885) ∞ 1854 Maria Anna Anhalt-Dessau (1837–1906)      | Albert Saxe-Coburg-Gotha (1819–1861) ∞ 1840 Królowa Wielkiej Brytanii Wiktoria Hanowerska (1819–1901) | Albert Saxe-Coburg-Gotha (1819–1861) ∞ 1840 Królowa Wielkiej Brytanii Wiktoria Hanowerska (1819–1901) | Jerzy Wiktor Waldeck-Pyrmont (1831–1893) ∞1853 Helena Wilhelmina Nassau (1831–1888)     | Fryderyk Schleswig-Holstein-Sonderburg-Glücksburg (1814–1885) ∞ 1841 Adelajda Krystyna Schaumburg-Lippe (1821–1899)                                   | Fryderyk VIII Schleswig-Holstein (1829–1880) ∞ 1856 Adelajda Wiktoria Hohenlohe-Langenburg (1835–1900)                                                |
| Pradziadkowie                                        | król Szwecji Gustaw V Bernadotte (1858–1950) ∞1881 Wiktoria Badeńska (1862–1930)                   | król Szwecji Gustaw V Bernadotte (1858–1950) ∞1881 Wiktoria Badeńska (1862–1930)                    | Artur Koburg (1850–1942) ∞ 1879 Luiza Małgorzata Hohenzollern (1860–1917)                | Artur Koburg (1850–1942) ∞ 1879 Luiza Małgorzata Hohenzollern (1860–1917)                             | Leopold Koburg (1853–1884) ∞1882 Helena Waldeck-Pyrmont (1861–1922)                                   | Leopold Koburg (1853–1884) ∞1882 Helena Waldeck-Pyrmont (1861–1922)                     | Fryderyk Ferdynand Schleswig-Holstein-Sonderburg-Glücksburg (1855–1934) ∞1885 Karolina Matylda Schleswig-Holstein-Sonderburg-Augustenburg (1860–1932) | Fryderyk Ferdynand Schleswig-Holstein-Sonderburg-Glücksburg (1855–1934) ∞1885 Karolina Matylda Schleswig-Holstein-Sonderburg-Augustenburg (1860–1932) |
| Dziadkowie                                           | Król Szwecji Gustaw VI Adolf Bernadotte (1882–1973) ∞ 1905 Małgorzata Koburg (1882–1920)           | Król Szwecji Gustaw VI Adolf Bernadotte (1882–1973) ∞ 1905 Małgorzata Koburg (1882–1920)            | Król Szwecji Gustaw VI Adolf Bernadotte (1882–1973) ∞ 1905 Małgorzata Koburg (1882–1920) | Król Szwecji Gustaw VI Adolf Bernadotte (1882–1973) ∞ 1905 Małgorzata Koburg (1882–1920)              | Karol Edward Koburg (1884–1954) ∞ 1905 Wiktoria Adelajda Schleswig-Holstein (1885–1970)               | Karol Edward Koburg (1884–1954) ∞ 1905 Wiktoria Adelajda Schleswig-Holstein (1885–1970) | Karol Edward Koburg (1884–1954) ∞ 1905 Wiktoria Adelajda Schleswig-Holstein (1885–1970)                                                               | Karol Edward Koburg (1884–1954) ∞ 1905 Wiktoria Adelajda Schleswig-Holstein (1885–1970)                                                               |
| Rodzice                                              | Gustaw Adolf Bernadotte (1906–1947) ∞ 1932 Sybilla Koburg (1908–1972)                              | Gustaw Adolf Bernadotte (1906–1947) ∞ 1932 Sybilla Koburg (1908–1972)                               | Gustaw Adolf Bernadotte (1906–1947) ∞ 1932 Sybilla Koburg (1908–1972)                    | Gustaw Adolf Bernadotte (1906–1947) ∞ 1932 Sybilla Koburg (1908–1972)                                 | Gustaw Adolf Bernadotte (1906–1947) ∞ 1932 Sybilla Koburg (1908–1972)                                 | Gustaw Adolf Bernadotte (1906–1947) ∞ 1932 Sybilla Koburg (1908–1972)                   | Gustaw Adolf Bernadotte (1906–1947) ∞ 1932 Sybilla Koburg (1908–1972)                                                                                 | Gustaw Adolf Bernadotte (1906–1947) ∞ 1932 Sybilla Koburg (1908–1972)                                                                                 |
| Brygida Bernadotte (19 stycznia 1937–4 grudnia 2024) | | |                                                                                          | | |                                                                                         | | |